# The Bourne Legacy
The Bourne Legacy (no Brasil, O Legado Bourne; em Portugal: O Legado de Bourne) é um filme de ação, espionagem e thriller americano de 2012 dirigido por Tony Gilroy. Estreou a 30 de julho de 2012 em Nova York, Estados Unidos, a 8 de agosto de 2012 nas Filipinas e Singapura; a 9 de agosto de 2012, em Hong Kong, Taiwan e República Checa; a 10 de agosto de 2012 nos Estados Unidos e Índia, a 13 de agosto de 2012 no Reino Unido e a 23 de agosto de 2012 em Portugal. O filme apresenta o mesmo nome do romance de Eric Van Lustbader, apesar do enredo ser completamente diferente.
Inspirado nos livros de Robert Ludlum, O Legado Bourne traz uma história totalmente original que envolve o universo do personagem Jason Bourne - interpretado por Matt Damon nos três primeiros filmes da franquia. A trama gira em torno do agente Aaron Cross (Jeremy Renner), que passou pelo mesmo tipo de recrutamento de Bourne no misterioso programa conhecido como Treadstone. Escrito e dirigido por Tony Gilroy, o longa conta com as presenças de Rachel Weisz, Edward Norton, Oscar Isaac, Joan Allen e Albert Finney no elenco.

## Enredo
O filme conta a história de Aaron Cross (Jeremy Renner), um assassino recrutado pelo governo para participar de um projeto secreto. 
A trama se desenrola após Jason Bourne revelar publicamente o projeto Treadstone. O governo tenta apagar os rastros do projeto e de outros sigilosos, como o Outcome, que visa aumentar a força, a inteligência e a sensibilidade dos agentes. 
A história de O Legado Bourne se desenrola em torno de Aaron Cross, que consegue escapar do projeto e se junta a Martha Shearing (Rachel Weisz) para encontrar respostas. 

## Elenco
| Personagem          | Ator / Atriz           |
| ------------------- | ---------------------- |
| Aaron Cross         | Jeremy Renner          |
| Ezra Kramer         | Scott Glenn            |
| Mark Turso          | Stacy Keach            |
| Eric Byer           | Edward Norton          |
| Dita Mandy          | Donna Murphy           |
| Arthus Ingram       | Michael Chernus        |
| Zev Vendel          | Corey Stoll            |
| Dra. Marta Shearing | Rachel Weisz           |
| Dra. Lieberburg     | Sonnie Brown           |
| Dr. Dan Hillcott    | Neil Brooks Cunningham |
| Dr. Donald Foite    | Zeljko Ivanek          |
| Dr. Albert Hirsch   | Albert Finney          |
| Terrence Ward       | Dennis Boutsikaris     |
| Noah Vosen          | David Strathairn       |
| Dra. Connie Dowd    | Elizabeth Marvel       |
| Cobaia #3           | Oscar Isaac            |